# Turnerjugend-Gruppen-Wettstreit
Der Turn(erjugend)-Gruppen-Wettkampf (TGW) ist ein vielseitiger Mannschaftsmehrkampf, der sich zwischen Leistungssport und Breitensport/Allgemeinsport bewegt. Zu dieser Sportart zählen auch die TGM (Turn(erjugend)-Gruppen-Meisterschaft) oder der SGW (Schüler-Gruppen-Wettkampf). Das Trainingsziel ist es, an Wettkämpfen teilzunehmen, um sich dort mit Mannschaften anderer Vereine zu messen. Die frühere Bezeichnung lautete Turnerjugend-Gruppen-Wettstreit.

## Disziplinen
Jede Mannschaft muss je nach Wettkampfklasse beim Wettkampf mit drei oder vier Disziplinen antreten, die sie sich aus acht Disziplinen zusammenstellen kann. Die Auswahl erfolgt nach den Trainingsmöglichkeiten oder den Talenten der Gruppe.
Die acht zur Auswahl stehenden Disziplinen sind:
- 1. Turnen und Turnen mit Kasten:

Auf einer Bodenfläche (12 × 12 Meter) wird eine Turnübung von 6 bis 12 Sportlern, als Choreo vorgeführt. Die Übung dauert zwei bis vier Minuten und wird mit einem entsprechenden Musikstück gezeigt. Auf die Bodenfläche kann zusätzlich ein Kasten gestellt werden, der in die Übung mit einbezogen wird.

- 2. Tanzen

Jazztanz, Modern Dance, Folklore, Hip-Hop, Rock ’n’ Roll, alles ist erlaubt auf einer Fläche von 13 × 13 Metern, auf der die 6 bis 12 TGWler ihr einstudiertes vorführen. Der Tanz dauert zwei bis vier Minuten. In den letzten Jahren suchten sich immer mehr Mannschaften ein Thema aus, dass sie vertanzen.
- 3. Gymnastik mit Handgerät:

Bänder, Reifen, Bälle, Seile, Keulen oder alternative Geräte müssen nach Musik geworfen, gedreht, gerollt oder anders auf einer Fläche von 13 × 13 Metern bewegt werden. Die Gymnastik dauert zwei bis vier Minuten.
- 4. Singen:

Mehrstimmigkeit, Takt- und Tonartwechsel müssen in einem oder mehreren Liedern, die miteinander verbunden sind, frei vorgetragen werden. Instrumental-Begleitung ist dabei bedingt zugelassen. Der Liedvortrag sollte vier Minuten nicht überschreiten.
- 5. Staffellauf:

Sechs bis acht Athleten treten zu einer Pendelstaffel über 50 oder 75 Meter (je nach Altersklasse) gegen die Uhr an.
- 6. Medizinballweitwurf:

Ein Medizinball (ein bis drei Kilogramm je nach Klasse und Geschlecht) muss mit beiden Händen über den Kopf geworfen werden. Jeder Teilnehmer hat zwei Versuche. Sechs bis acht Personen aus der Mannschaft müssen werfen.
- 7. Schwimmen:

Die Schwimmstaffel führt über eine Strecke von acht Mal 50 Metern. Der Schwimmstil darf frei gewählt werden. (Der Nachwuchs schwimmt nur 25 Meter.)
- 8. Orientierungslauf:

Ziel des OL ist es, anhand einer Karte und eines Kompasses zehn verschiedene Punkte in freiem Gelände (zum Beispiel Wald) zu finden. (Der Nachwuchs sucht nur acht Punkte.)
Bei Pokalwettkämpfen gibt es dazu noch eine Überraschungsaufgabe. Was gemacht werden muss, wird erst kurz vor dem Start bekannt gegeben, meist eine Spaßstaffel. (Diese Disziplin gibt es nur beim Pokalwettkampf, zum Beispiel in Schleswig-Holstein, ist dort aber Pflicht für alle Mannschaften)
Es wird zwischen nicht messbaren und messbaren Disziplinen unterschieden. Für jede Disziplin gibt es maximal zehn Punkte. Höchstpunktzahl beim Wettkampf sind dreißig bzw. vierzig Punkte. Die nicht messbaren Disziplinen (1. bis 4.) werden von einem Kampfgericht bewertet, das auf Haltung, Schwierigkeitsgrad, Originalität und Choreographie achtet. Außerdem ziehen viele Mannschaften es vor die Disziplinen 1. bis 3. in entsprechenden Kostümen/Turnanzügen zu präsentieren. Die messbaren Disziplinen (5. bis 8.) werden nach vorgegebenen Tabellen bewertet.

## Mannschaften
Eine Mannschaft besteht aus sechs bis zehn oder acht bis zwölf Teilnehmern und sie kann rein weiblich, rein männlich oder gemischt sein. Ursprünglich gab es eine Altersspanne zwischen 12 und 18 Jahren, die sich jetzt noch in der TGM-Klasse wiederfindet. Inzwischen bildeten sich Erweiterungen und neue Klassen, wie TGW Nachwuchs oder TGM Senioren, um auch jüngeren und älteren Sportlern den Wettkampf zu ermöglichen.

## Wettkämpfe
Es finden in jedem Jahr Wettkämpfe auf den unterschiedlichen Ebenen statt: Pokal- oder Gau-Wettkämpfe, Landesmeisterschaften, überregionale Meisterschaften wie Norddeutsches Treffen und ein Bundestreffen. Diese Deutsche Meisterschaft wird jedes Jahr in einem anderen Bundesland ausgetragen, und es starten dort bis zu 150 Mannschaften mit etwa 3500 Teilnehmern. Ein Wettkampf nimmt ein komplettes Wochenende in Anspruch und wird meistens in Schulzentren oder auf einem Messegelände durchgeführt. Ein typischer Wettkampf läuft nach folgendem Schema ab:
- Freitag: Anreise mit Passkontrolle und eventuell noch ein kleines Sondertraining
- Samstag: Wettkampf, Turnerjugendfete
- Sonntag: Matinee, Abreise

Die Siegerehrung findet im Rahmen der Fete am Samstag oder im Rahmen der Matinee am Sonntag statt.

## Charakter
Singen, Tanzen, Medizinballweitwurf gab es von Anfang an. Die anderen Disziplinen sind im Laufe der Jahre dazu gekommen. Die Verknüpfung von sportlichen und musikalischen Disziplinen machen den besonderen Reiz dieser Sportart aus. Was TGW außerdem aus anderen Sportarten hervorhebt, ist der ausgeprägte Gruppencharakter dieser Sportart. So sind Hilfestellungen z. B. beim Turnen nicht nur erlaubt, sondern sogar erwünscht, da hierdurch der Teamcharakter unterstrichen wird. In allen nicht messbaren Disziplinen werden Übungsteile oder Darbietungen, die den Gruppencharakter fördern und darstellen, mit Punkten belohnt. Und bei den messbaren Disziplinen werden nur das Gruppenergebnis und keine Einzelergebnisse veröffentlicht. Die Leistung des Einzelnen ordnet sich immer dem Ziel der Gruppe unter. Dadurch entsteht in einer TGW-Mannschaft ein besonderer Zusammenhalt, so dass nicht selten eine Mannschaft über viele Jahre besteht und von einer engen Gemeinschaft geprägt ist.

## Geschichte
1948 war der Beginn des traditionellen Wimpelwettstreits (noch heute bekommt man Wimpel), obwohl bereits zuvor sich Turnergruppen in Lagern zum Medizinball-Weitwurf, Singen und Tanzen trafen. 1953 erfolgte dann der 1. Gruppenwettstreit als Meisterschaft in Hamburg. Ein gemeinsamer Pflichttanz aller Gruppen, der Titel Deutscher Turnvereins-Gruppenwettstreit (DTVG) wurde 1953 eingeführt und seit 1960 gab es dann auch Gemeinschaftsaufgaben. Erstmals fand dann 1968 der TGW beim Deutschen Turnfest statt.
1972 erfolgte der erste TGW-Wettkampf der Turnerjugend in eigener Regie und seither finden jährlich 3 Wettkämpfe, jährlich eine Deutsche Meisterschaft und alle 4 Jahre Wettkämpfe innerhalb des Deutschen Turnfests statt.
Die TGW-Bewegung hatte ihren Schwerpunkt zunächst im süddeutschen Raum, inzwischen sind auch zahlreich norddeutsche Mannschaften vertreten. Im Osten Deutschlands findet man außer im Raum Berlin nur wenige Mannschaften. Jedes Jahr steigt die Anzahl der gemeldeten Mannschaften zu den Wettkämpfen. Der TGW einen starken Zulauf an Jugendlichen und gewinnt mehr und mehr an Bedeutung. Außerhalb Deutschlands gibt es nur wenig Interesse für diese Sportart. Mit der Einführung von Sonderregeln erhofft man sich auch im Rahmen des Deutschen Turnfests 2009 internationale Anmeldungen.